# Setaria pumila
Setaria pumila là một loài thực vật có hoa trong họ Hòa thảo. Loài này được (Poir.) Roem. & Schult. miêu tả khoa học đầu tiên năm 1817.

## Hình ảnh

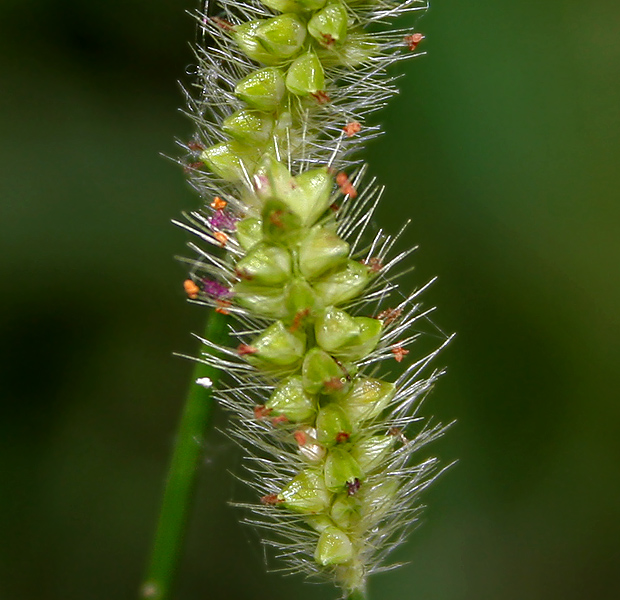
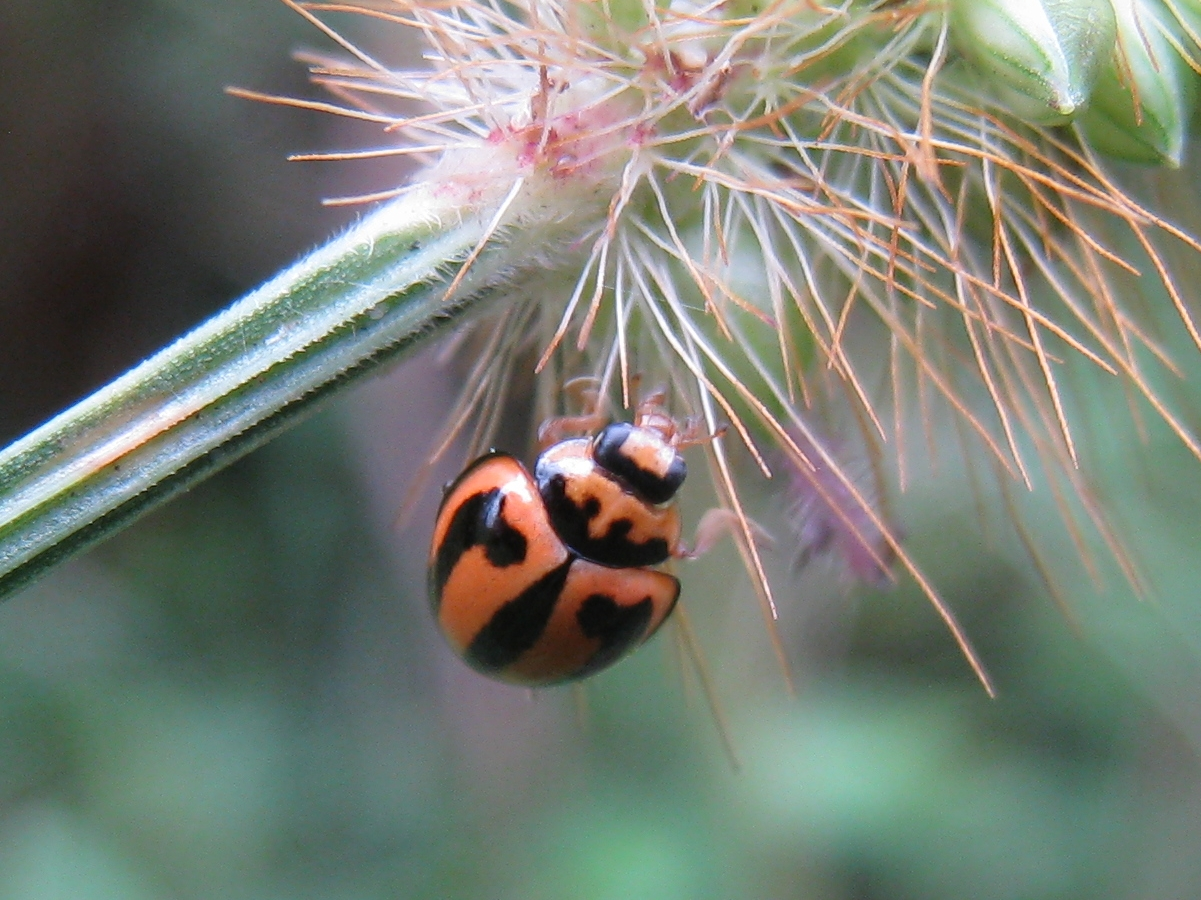
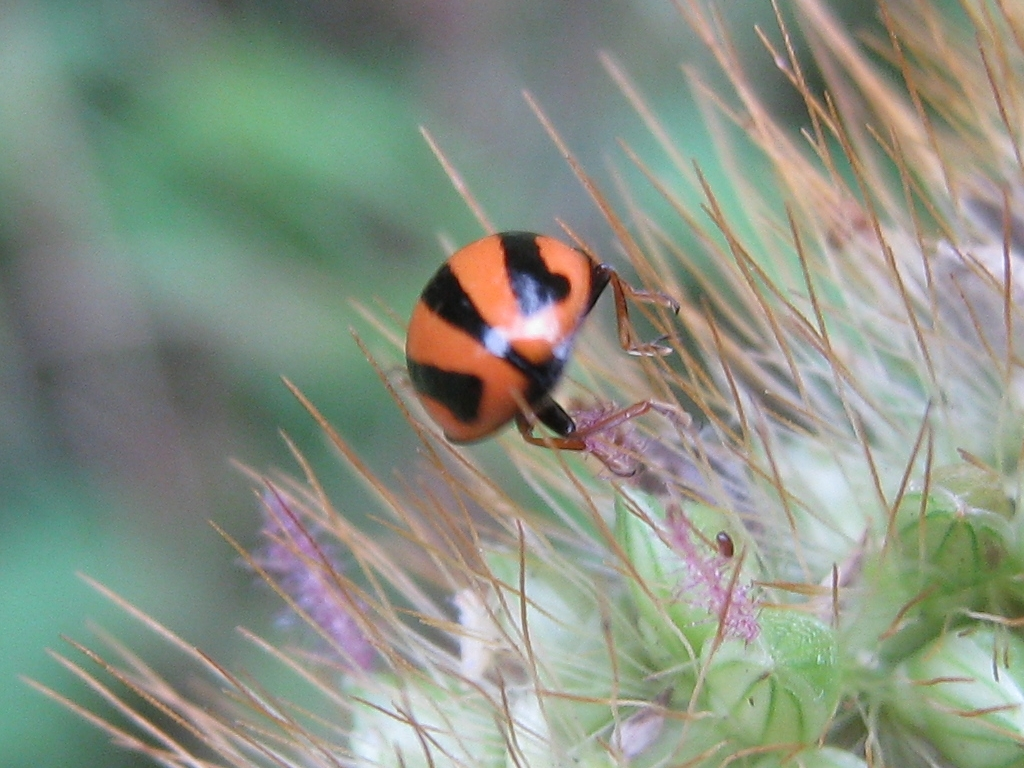
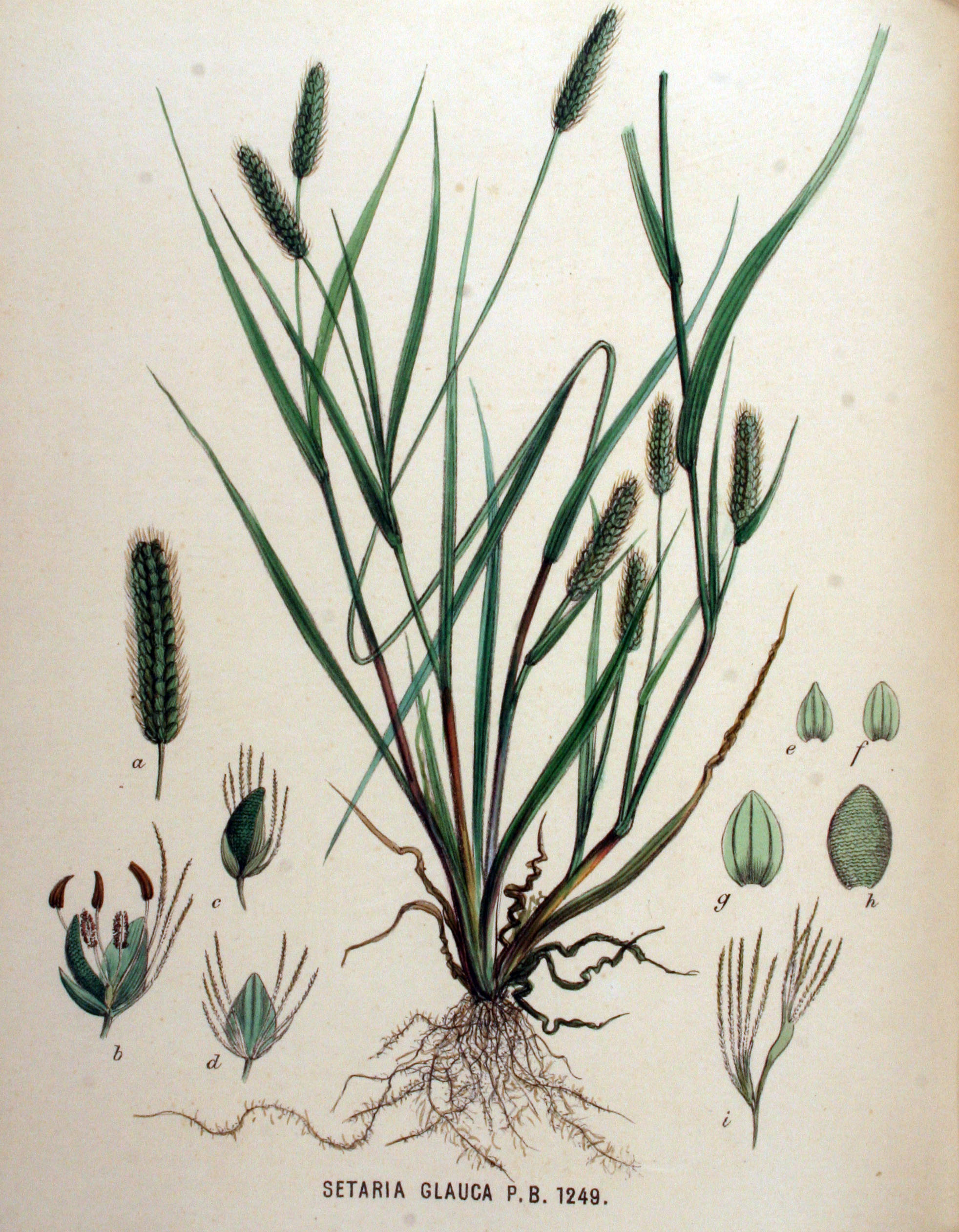